# Planeamiento urbanístico
El planeamiento urbanístico o planificación urbana es el conjunto de instrumentos técnicos y normativos que se redactan para ordenar el uso del suelo y regular las condiciones para su transformación o, en su caso, conservación. Comprende un conjunto de prácticas de carácter esencialmente proyectivo con las que se establece un modelo de ordenación para un ámbito espacial, que generalmente se refiere a un municipio, a un área urbana o a una zona con escala de barrio.

Plan de desarrollo urbano de Kabul.

La planificación urbana está relacionada con la geografía, la arquitectura, la ingeniería en transporte y la ingeniería civil en la medida en que ordenan espacios. Debe asegurar su correcta integración con las infraestructuras y sistemas urbanos. Precisa de un buen conocimiento del medio físico, social y económico que se obtiene a través del análisis según los métodos de la geografía, la sociología y demografía, la economía y otras disciplinas. El planeamiento urbanístico es, por tanto, una de las especializaciones de la profesión de urbanista, aunque normalmente es practicado por arquitectos (mayoritariamente) y también por geógrafos, ingenieros civiles y de transporte y otros profesionales, en los países en los que no existe como disciplina académica independiente.
Sin embargo, el urbanismo no es solo el planeamiento, sino que precisa gestión lo cual conlleva organización político-administrativa.
La planificación urbana se concreta en los Planes urbanísticos, instrumentos técnicos que comprenden, generalmente, una memoria informativa sobre los antecedentes y justificativa de la actuación propuesta, unas normas de obligado cumplimiento, planos que reflejan las determinaciones, estudios económicos sobre la viabilidad de la actuación y ambientales sobre las afecciones que producirá.
La planificación urbana establece decisiones que afectan al derecho de propiedad, por lo que es necesario conocer la estructura de la propiedad y establecer cual puede ser el impacto de las afecciones a la propiedad privada sobre la viabilidad de los planes.

## Antecedentes

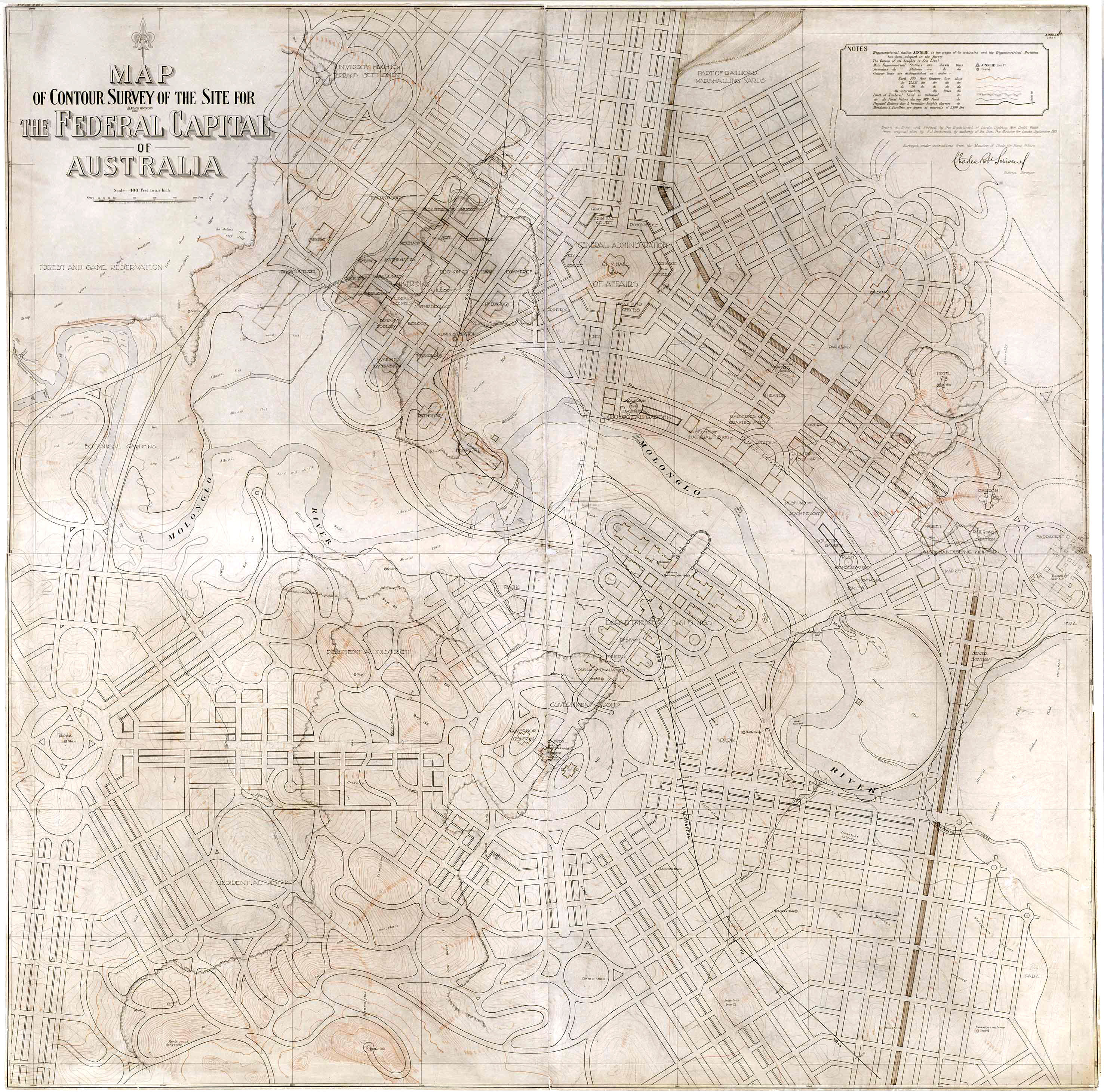
Concurso Plan Canberra 1911-1912.

Para poder planificar partimos del concepto de política.

La política urbanística es un tronco solidario con tres partes: el planeamiento, la gestión urbanística y la organización. Cuando existe un planeamiento se produce una buena gestión siguiendo o modificando sus previsiones y todo ello se produce bajo la acción de los órganos urbanísticos correspondientes.
Emilio Larrodera, pág. 8.

Tiene un origen socialdemócrata, que concibe el plan como un elemento globalizador (El plan concebido como estrategia perfecta de las técnicas de intervención socialdemócratas) capaz de conformar un marco de regulación eficaz para la actividad constructiva, regulando las relaciones entre las fuerzas que representan intereses enfrentados.

En las sociedades de libre mercado, la concepción socialdemócrata de la práctica urbanística, es decir, la práctica del Plan, será el mecanismo que "formalmente" imponga un orden regulador (casi siempre la Forma es el soporte de la decisión) mediante el que, so capa de proporcionar garantía al libre derecho mediante la instalación de un orden regulador, se esconde, de hecho, la instrumentación de políticas de intervención que carecen de justificación desde el punto de vista del ordenamiento doctrinal de las sociedades de economía de libre mercado. Tales prácticas no suelen percibirse como ilegítimas -hablamos siempre de una ilegitimidad de orden doctrinal y político- aunque se consideren, y en efecto lo son, como factores que perturban el libre desarrollo de los planes económicos de los agentes privados, que son quienes, en este tipo de sociedades, protagonizan de modo eficaz y legítimo la vida económica y el progreso social
Manuel Ayllón, pág. 166.

Bajo este planteamiento conceptual prima lo global sobre la espontaneidad de la iniciativa que se ve obligada a promover actuaciones fuera de toda lógica, basadas en las técnicas de clasificación y calificación urbanística.

## Planeamiento urbanístico en diversos países

### Chile
En Chile existe variedad de comunidades en donde las personas habitan. Estas están establecidas de diferente forma y tienen diferentes necesidades y están divididas en varias formas. La división urbana de Chile se podría expresar de la siguiente forma: 
- Barrios en el que hay un poco más de espacio que en el vecindario, alrededor de 500 metros. Tiene alrededor de 10,000 habitantes y menos de 3,000 viviendas. En este los espacios libre son de juego y para deporte. A escala se requiere 2 m² por habitante.

- Comunas, más grande que los barrios, es la agrupación urbana mínima, de unos 800 a 1000 metros, solo cuenta con áreas ajardinadas. Tiene alrededor de 30.000 habitantes y menos de 10.000 viviendas. A escala se requiere 5 m² por habitante, estos son las aéreas ajardinadas o parques urbanos como también se le puede llamar, en estos se puede desarrollar actividades culturales y deportivas.

- Ciudad es muy compleja y extensa con espacios de reposo, pero esos espacio de reposo son grandes parques ajardinados. Cuenta con alrededor de 90,000 habitantes y 30,000 viviendas. Se requiere al menos 5 m² por habitantes.

En Chile la planificación se enfoca más en la regulación de suelo urbano. Antes se centraba más en centros urbanos y no aplicaba a áreas rurales a pesar de que en ellos existía la mayor parte de los recursos naturales, y esto debido a que la mayor concentración de personas estaba en los lugares urbanos.
Un buen ejemplo sobre esto son las comunas de diferentes tamaños, que no está de acuerdo a la cantidad de habitantes que a veces reside en la zona. Por ejemplo, en Providencia una de las comunas menos habitadas, tiene muchos recursos y La Florida, esta comuna a pesar de tener muy pocos recursos tiene mucha infraestructura y también muchos habitantes. En ocasiones esto es irremediable pues no se puede expandir el lugar ya que tienen otras comunas a su alrededor, como es el caso en Providencia y otros que si es posible que se expanda como en el caso de La Florida.
Como desarrollar un modelo de áreas verdes o posibles solución al problema:
Para desarrollar un modelo de áreas verdes se tendrían que incorporar dos ejemplos, el primero es vincular la necesidad de áreas verdes a las personas y no a la superficie. Tomar conciencia que mientras más personas más espacios verdes son necesarios, también vincular el tamaño de las zonas con la densidad, a la cantidad de habitantes y no a un porcentaje de terreno. Segundo que las áreas verdes no estén todas juntas y dichas áreas con el espacio apropiado para el lugar en el que va. Reconocer las escalas del lugar y acercarse a parámetros internacionales, y no por escala. Por ejemplo, no poner una plaza de vecindario con características de plaza de barrio, pues no estaría bien establecida para el lugar.
Lo importante es buscar un equilibrio entre áreas, no solamente más de uno que de otro. Es muy importante la protección de suelos, además de la preservación de centros históricos y también regular las construcciones, esto debido a que en las ciudades y sus dinámicas no existe mucho esto. También que las necesidades de las personas sean satisfechas para los habitantes de los diferentes lugares, debido a que surgen y cambian de acuerdo con las culturas y otras cosas como la tecnología. Las comunidades deben organizarse y aspirar a definir un modelo de desarrollo y organizándose a función a esta. Esto les permitirá con el tiempo alcanzar prosperidad y una mejor calidad de vida. Es recomendable contar con dos condiciones:
- Primero, que exista una dinámica en la ciudad, una que permita seleccionar o no proyectos de inversión y desarrollo.
- Segundo, que las variables que impulsan el desarrollo de una ciudad sean constantes y estables en el tiempo.

La Organización Mundial de la Salud propone que el estándar moderado debe ser de 9 m² , el espacio que debe existir por cada persona, de aéreas verdes por habitante y el estándar de España es de un 13 m² por habitante. En Santiago de Chile se puede observar que el promedio de aéreas verdes por habitantes es de 4,2, es decir que está por debajo de los estándares internacionales y se estima que por eso es que se produce un problema deficitario, también porque los parques urbanos requieren de mucho mantenimiento y esto es muy difícil. Es difícil porque conseguir que se establezca el apropiado valor monetario a beneficios como lo es el aire limpio y el uso de los parques y dicho que valor es el que los habitantes estén dispuestos a pagar por vivir en esa zona.

### España
El planeamiento urbanístico es, en España, una actividad pública en todas las escalas territoriales, pudiendo delegarse a los agentes privados en la escala inferior al municipio, aunque siempre bajo el control de la administración pública. Los instrumentos de planeamiento urbanístico deben orientarse a la consecución, en su ámbito de aplicación, de los objetivos generales de la actividad urbanística pública, sin perjuicio de promover sus propios objetivos. En aplicación de sus objetivos, los instrumentos de planeamiento urbanístico están legitimados para señalar determinaciones diferentes sobre cada uno de los terrenos a los que se apliquen, incluso cuando los mismos presenten características similares o pertenezcan a un mismo propietario.
Sus contenidos están sujetos a exigencias legales contenidas en las legislaciones nacional y regionales, que establecen formatos para los planes urbanísticos y exigencias mínimas de calidad urbana, entre las que se cuentan: 
- Condiciones de uso, intensidad de uso y tipología edificatoria (calificación urbanística): densidades máximas y mínimas, variedad de usos y tipologías...
- Forma, dimensión, superficie por habitante y otros parámetros de los espacios libres públicos. Estos parámetros pretenden asegurar que en la ciudad existan parques y jardines públicos en cantidad y condiciones suficientes. Las legislaciones más avanzadas incluyen determinaciones sobre soleamiento de estos espacios, pavimentos y arbolado.
- Superficie destinada a parcelas para equipamientos públicos. Estos parámetros permiten a la administración disponer de suelo para poder ejecutar después escuelas, centros de salud y otros equipamientos necesarios.
- Cesiones de suelo o aprovechamiento libres de cargas y gratuitas a la administración: estas cesiones incluyen las destinadas a espacios libres y a equipamientos antes referidas, junto con las cesiones de parcelas edificables y los derechos a construir en ellas que recibe la administración gratuitamente.

En cuanto al sistema en sí, se organiza en tres grandes conjuntos:
- el planeamiento general: redactado a escala municipal, contiene las determinaciones de ordenación general que establecen la ordenación estructural de todo el término municipal; dependiendo de las distintas legislaciones urbanísticas -se trata de una competencia exclusiva de las comunidades autónomas, además de la ordenación estrcutural debe o puede incluir la ordenación promenorizada de algunos suelos. En función del municipio pueden ser (los nombres pueden variar en cada legislación autonómica):
  - planes generales de ordenación urbana, y
  - normas subsidiarias municipales; y
- el planeamiento de desarrollo: destinado a un ámbito a escala de barrio, o, en cualquier caso, inferior al municipal, su objeto es la ordeanción prormenorizada de todo su ámbito. Según la clase y categoría de suelo pueden ser (los nombres pueden variar en cada legislación autonómica):
  - Programa de Actuación Urbanística,
  - planes parciales, y
  - planes especiales; entre ellos se encuentra el Plan Especial de Reforma Interior (PERI), mediante el que se ordenan ámbitos urbanos consolidados y necesitados de reformas de mayot o menor entidad.
- Los instrumentos complementarios: 
  - estudios de detalle,
  - proyecto de urbanización, y
  - catálogos.

Se entiende por revisión de los instrumentos de planeamiento urbanístico la reconsideración total de las determinaciones de ordenación general, de modo que su aprobación definitiva produce la sustitución del instrumento revisado. Algunas legislaciones, por ejemplo la del País Vasco, prevén también la revisión parcial, utilizada cuando su ámbito se extiende a una zona amplia, de modo que su modificación altera la ordenación general del municipio.
Se entiende por modificación de los instrumentos de planeamiento urbanístico, en cambio, cualquier otro cambio en sus determinaciones vigentes que no suponga una revisión.
En España, la Ley 8/2007, de 28 de mayo, de Suelo, es el soporte jurídico básico de los instrumentos de planeamiento urbanístico en cuanto a condiciones para la igualdad de los españoles en el derecho a la propiedad del suelo; aunque la competencia en la materia recae en las comunidades autónomas de manera exclusiva, por lo que cada una de ellas tiene legislación urbanística propia.
Se prevén distintos sistemas de ejecución del planeamiento.
El Texto Refundido de la Ley de Suelo y Rehabilitación Urbana de 2015 en su Disposición adicional primera, "Sistema de información urbana y demás información al servicio de las políticas públicas para un medio urbano sostenible", prevé la formación y actualización permanente de un sistema público general e integrado de información sobre suelo, urbanismo y edificación, con el objetivo de promover la transparencia.